# Ludvig Mylius-Erichsen
Ludvig Mylius-Erichsen (15. januar 1872 i Viborg – ca. 25. november 1907 i Grønland) var en dansk polarforsker og forfatter. Han kaldes som oftest blot Mylius-Erichsen.
Han var leder af Danmark-ekspeditionen (1906-1908) og døde under ekspeditionen sammen med Jørgen Brønlund og Niels Peter Høeg Hagen. Han deltog desuden på Den litterære Grønlandsekspedition (1902-04). Han kortlagde den nordlige del af Østgrønland, hvor Mylius-Erichsen Land er opkaldt efter ham.
Ludvig Mylius-Erichsen udforskede også Danmark og udgav i 1903 værket Den Jydske Hede, Før og Nu med en lang række illustrationer af den unge maler Valdemar Neiiendam.

## Ungdom
Mylius-Erichsen blev født i Viborg i 1872. Hans familie flyttede til Ringkøbing, da han var to år. Det vestjyske miljø med fjord og klitter dannede derfor rammen om Mylius-Erichsens opvækst. Hans far var herredsbetjent, og som sådan begyndte Mylius-Erichsen sin karriere, idet han fulgte i sin fars fodspor på det lokale herredskontor. På egnen stiftede han bekendtskab med klitboerne, der trodser Vesterhavets kræfter og desuden taterfolket, som vakte hans sociale indignation. Han skildrede livet her i sine fortællinger og dramaer. Han blev student i 1895.

## Skribent
Mylius-Erichsen drog til København og blev jurastuderende. Men studiet passede ikke Mylius-Erichsens natur, og han begyndte i stedet som journalist på Dannebrog og Politiken. Han udgav i denne tid også nogle skuespil og fortællinger.
Mylius-Erichsens litterære debut var med skuespillet Tatere fra 1898.
Årene efter fra 1899 til 1900 var han redaktør på tidsskriftet Vagten.
Mellem 1900 og 1905 udgav han digtsamlingen Isblink, de tre bøger, Vestjyder, Strandingshistorier og Nye strandingshistorier samt værket Den jydske hede før og nu.
I 1890'ernes København færdedes han i miljøet omkring Café Bernina. Han omgikkes datidens kulturradikale, f.eks. Georg og Edvard Brandes. Bernina-miljøet talte også Herman Bang, Jeppe Aakjær, Valdemar Vedel, Sven Lange og Johannes V. Jensen.

## Eventyrlysten
Som 28-årig blev Mylius-Erichsen sekretær i Turistforeningen for Danmark, som for alvor vakte hans eventyrlyst. Han blev i 1900 leder af den danske del af en tur til Island arrangeret af studenterorganisationer. Knud Rasmussen deltog også som udsending for Kristeligt Dagblad. Knud Rasmussen berettede på turen glødende om sit elskede Grønland.
Efter hjemkomsten mødtes Mylius-Erichsen og Knud Rasmussen igen, og de besluttede at forsøge at foretage en ekspedition til Grønland.
Det var Mylius-Erichsen, der planlagde de to ture til Grønland:
1. Den litterære Grønlandsekspedition gik til Grønlands vestkyst i årene 1902-04
2. Danmark-ekspeditionen gik til Nordøstgrønland i årene 1906-08

På sidstnævnte rejse blev han sammen med rejsefællerne Høeg Hagen og Jørgen Brønlund overrasket af foråret, som umuliggjorde slæderejsen, og de nåede derfor aldrig tilbage til ekspeditionens base og forsyningerne, men omkom i den stærke kulde. Mylius-Erichsen og Høeg Hagen omkom først og deres lig er aldrig fundet. Jørgen Brønlund forsatte mod næste depot, men omkom nogle dage senere og blev fundet året efter. Samtidig fandt man Jørgen Brønlunds dagbog, hvor den sidste indførsel er et vidnesbyrd om ekspeditionens endeligt.

## Mindesmærker
I respekt for Mylius-Erichsens satsning i udforskningen af de grønlandske polarområder er det store område som hans slædehold berejste på den skæbnesvangre sidste tur opkaldt efter ham: Mylius-Erichsen Land.
Mylius Erichsens Allé i Hellerup er opkaldt efter ham. I Aalborg ligger Mylius-Erichsens Vej i Grønlandskvarteret.
Kai Nielsen udførte i 1912 et monument for de omkomne ekspeditionsdeltagere på Langelinie i København. I hans barndomsby Ringkøbing blev der i 1916 opstillet en statue udarbejdet af Chresten Skikkild af Ludvig Mylius-Erichsen, som står foran Ringkøbing Museum.
Der findes et portrætmaleri (med Knud Rasmussen) af Harald Moltke 1931 (Frederiksborgmuseet). Tegning af samme 1903. To portrætstudier af Valdemar Neiiendam 1905. Tegning af Achton Friis.
Forlaget Hovedland udgav første gang i 1984 et udvalg af Mylius-Erichsens fortællinger fra tiden 1900–1905 under titlen Strandingshistorier. Bogen er udkommet i flere udgaver siden.